# اوداچنویه (آستراخان)
اوداچنویه (به لاتین: Udachnoye) یک منطقهٔ مسکونی در روسیه است که در استان آستراخان واقع شده‌است.